# Benoît Pouliot
Pour les articles homonymes, voir Pouliot.
Benoît Pouliot (né le 29 septembre 1986 à Alfred et Plantagenet, dans la province de l'Ontario au Canada) est un joueur professionnel canadien de hockey sur glace.

## Carrière de joueur
Après avoir connu deux saisons de 65 points (en 67 matchs pour la première saison et en 51 pour la deuxième) dans la Ligue de hockey de l'Ontario avec les Wolves de Sudbury, il est repêché au première tour à la quatrième position au cours du repêchage d'entrée dans la LNH 2005 par le Wild du Minnesota. Il dispute alors sa première saison professionnelle en 2005-2006 avec les Aeros de Houston, le club-école du Wild du Minnesota, l'équipe l'ayant repêché. Avec une fiche de 19 buts pour 36 points en 67 matchs, il est rappelé par le Wild du Minnesota pour y disputer trois matchs où il n'inscrit aucun point.
Il commence la saison suivante avec son club-école avec lequel il récolte 10 buts pour 24 points en 46 matchs. Il finit alors la saison avec le Wild du Minnesota où il compte 3 points en 11 matchs. Lors de la saison saison 2009-2010, il débute avec le Wild, mais est échangé aux Canadiens de Montréal en retour de l'attaquant Guillaume Latendresse.
Avec un départ de 15 buts en 39 parties, Pouliot s'affirme comme un joueur important pour l’organisation. Pourtant, peu à peu, il s'enfonce dans une léthargie de laquelle il n'est jamais tout à fait sorti.
En avril 2011, lors des séries éliminatoires de la LNH, malgré les nombreuses blessures qui affligent son équipe, Pouliot est laissé de côté pour le restant des séries par son entraineur Jacques Martin et joue ainsi son dernier match à Montréal. Le 1er juillet 2011, il signe un contrat d'un an avec les Bruins de Boston comme agent libre sans restriction . Un an plus tard, il est échangé au Lightning de Tampa Bay contre Michel Ouellet et un choix de 5e ronde de repêchage.
Durant l'été de 2014, il signe avec les Oilers d'Edmonton pour cinq saisons et un salaire annuel de 4 millions de dollars.

## Statistiques

### En club
| Saison     | Équipe                 | Ligue      |     | Saison régulière | Saison régulière | Saison régulière | Saison régulière | Saison régulière |   | Séries éliminatoires | Séries éliminatoires | Séries éliminatoires | Séries éliminatoires | Séries éliminatoires |
| Saison     | Équipe                 | Ligue      | PJ  | B                | A                | Pts              | Pun              | PJ               | B | A                    | Pts                  | Pun                  |                      |                      |
| 2003-2004  | Wolves de Sudbury      | LHO        | 4   | 2                | 2                | 4                | 0                | 4                | 2 | 1                    | 3                    | 0                    |                      |                      |
| 2004-2005  | Wolves de Sudbury      | LHO        | 67  | 29               | 36               | 65               | 102              | 12               | 6 | 8                    | 14                   | 20                   |                      |                      |
| 2005-2006  | Wolves de Sudbury      | LHO        | 51  | 35               | 30               | 65               | 141              | 8                | 8 | 3                    | 11                   | 16                   |                      |                      |
| 2005-2006  | Aeros de Houston       | LAH        | -   | -                | -                | -                | -                | 2                | 0 | 0                    | 0                    | 2                    |                      |                      |
| 2006-2007  | Aeros de Houston       | LAH        | 67  | 19               | 17               | 36               | 109              | -                | - | -                    | -                    | -                    |                      |                      |
| 2006-2007  | Wild du Minnesota      | LNH        | 3   | 0                | 0                | 0                | 0                | -                | - | -                    | -                    | -                    |                      |                      |
| 2007-2008  | Aeros de Houston       | LAH        | 46  | 10               | 14               | 24               | 67               | 3                | 0 | 0                    | 0                    | 2                    |                      |                      |
| 2007-2008  | Wild du Minnesota      | LNH        | 11  | 2                | 1                | 3                | 0                | 1                | 0 | 0                    | 0                    | 0                    |                      |                      |
| 2008-2009  | Aeros de Houston       | LAH        | 30  | 9                | 15               | 24               | 20               | 20               | 1 | 7                    | 8                    | 28                   |                      |                      |
| 2008-2009  | Wild du Minnesota      | LNH        | 37  | 5                | 6                | 11               | 18               | -                | - | -                    | -                    | -                    |                      |                      |
| 2009-2010  | Wild du Minnesota      | LNH        | 14  | 2                | 2                | 4                | 12               | -                | - | -                    | -                    | -                    |                      |                      |
| 2009-2010  | Canadiens de Montréal  | LNH        | 39  | 15               | 9                | 24               | 31               | 18               | 0 | 2                    | 2                    | 6                    |                      |                      |
| 2009-2010  | Bulldogs de Hamilton   | LAH        | 3   | 1                | 2                | 3                | 4                | -                | - | -                    | -                    | -                    |                      |                      |
| 2010-2011  | Canadiens de Montréal  | LNH        | 79  | 13               | 17               | 30               | 87               | 3                | 0 | 0                    | 0                    | 7                    |                      |                      |
| 2011-2012  | Bruins de Boston       | LNH        | 74  | 16               | 16               | 32               | 38               | 7                | 1 | 1                    | 2                    | 6                    |                      |                      |
| 2012-2013  | Lightning de Tampa Bay | LNH        | 34  | 8                | 12               | 20               | 15               | -                | - | -                    | -                    | -                    |                      |                      |
| 2013-2014  | Rangers de New York    | LNH        | 80  | 15               | 21               | 36               | 56               | 25               | 5 | 5                    | 10                   | 26                   |                      |                      |
| 2014-2015  | Oilers d'Edmonton      | LNH        | 58  | 19               | 15               | 34               | 28               | -                | - | -                    | -                    | -                    |                      |                      |
| 2015-2016  | Oilers d'Edmonton      | LNH        | 55  | 14               | 22               | 36               | 30               | -                | - | -                    | -                    | -                    |                      |                      |
| 2016-2017  | Oilers d'Edmonton      | LNH        | 67  | 8                | 6                | 14               | 34               | 13               | 0 | 0                    | 0                    | 4                    |                      |                      |
| 2017-2018  | Sabres de Buffalo      | LNH        | 74  | 13               | 6                | 19               | 22               | -                | - | -                    | -                    | -                    |                      |                      |
| Totaux LNH | Totaux LNH             | Totaux LNH | 625 | 130              | 133              | 263              | 371              | 67               | 6 | 8                    | 14                   | 49                   |                      |                      |

### En équipe nationale
| Année | Compétition                 |   | PJ | B | A | Pts | Pun           |  | Résultat |
| 2006  | Championnat du monde junior | 6 | 0  | 5 | 5 | 14  | Médaille d'or |  |          |